# Cambronne (metropolitana di Parigi)
Cambronne è una stazione della metropolitana di Parigi appartenente alla Linea 6, situata nel XV arrondissement di Parigi.

## La stazione

### Posizione
La stazione è in un viadotto (stazione aerea) in linea con il boulevard Garibaldi, a ovest della Place Cambronne.

### Origine del nome
La denominazione attuale deriva dalla piazza Cambronne e dalla via omonima, che rendono omaggio al visconte Pierre Cambronne (1770-1842) che fu eroico nella Waterloo. Il generale Cambronne comandò la Garde impériale (Primo Impero).

### Storia
La stazione è stata aperta il 24 aprile 1906.

### Accesso
Alla stazione c'è un solo accesso, davanti al civico n°2 di Rue Garibaldi. La stazione si trova nelle vicinanze degli edifici dell'UNESCO.

## Corrispondenze
- Bus RATP 80;
- Bus RATP Noctilien N12 e N61;